# Liste der Kulturdenkmäler in Gimbweiler
In der Liste der Kulturdenkmäler in Gimbweiler sind alle Kulturdenkmäler der rheinland-pfälzischen Ortsgemeinde Gimbweiler aufgeführt. Grundlage ist die Denkmalliste des Landes Rheinland-Pfalz (Stand: 12. Juni 2023).

## Einzeldenkmäler
| Bezeichnung | Lage                | Baujahr                            | Beschreibung                                                | Bild |
| ----------- | ------------------- | ---------------------------------- | ----------------------------------------------------------- | ---- |
| Quereinhaus | Hauptstraße 12 Lage | zweite Hälfte des 19. Jahrhunderts | stattliches Quereinhaus, zweite Hälfte des 19. Jahrhunderts | BW   |